# Souttiningo (Bogo)
Pour les articles homonymes, voir Souttiningo.
Souttiningo (ou Soutiningo) est une localité du Cameroun située dans l'arrondissement de Bogo, le département du Diamaré et la région de l'Extrême-Nord. Elle fait partie du lawanat de Bagalaf.

## Population
En 1975, la localité comptait 35 habitants, dont 34 Peuls et 1 Massa.
Lors du recensement de 2005, on y a dénombré 138 personnes, dont 86 hommes et 52 femmes.